# ティビリヌの修道士殺害事件
ティビリヌの修道士殺害（フランス語:L'Assassinat des moines de Tibhirine）は、アルジェリア内戦中の1996年に発生した、アルジェリアのティビリヌ修道院のトラピスト会（厳律シトー会）修道士7人が誘拐され、殺害された事件である。1996年3月26日から3月27日の夜にかけて7人の修道士たちが誘拐され、2ヶ月間監禁されていた。1996年5月21日、武装イスラム集団（GIA）は修道士たちを殺害したと表明した。

## ティビリヌ修道院

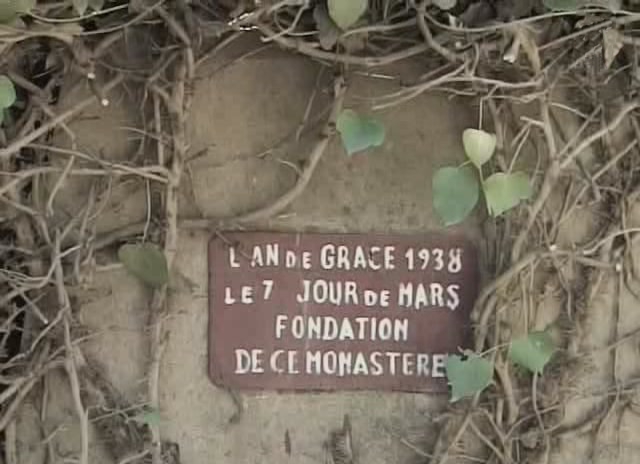
修道院創建年月日を刻んだプラーク

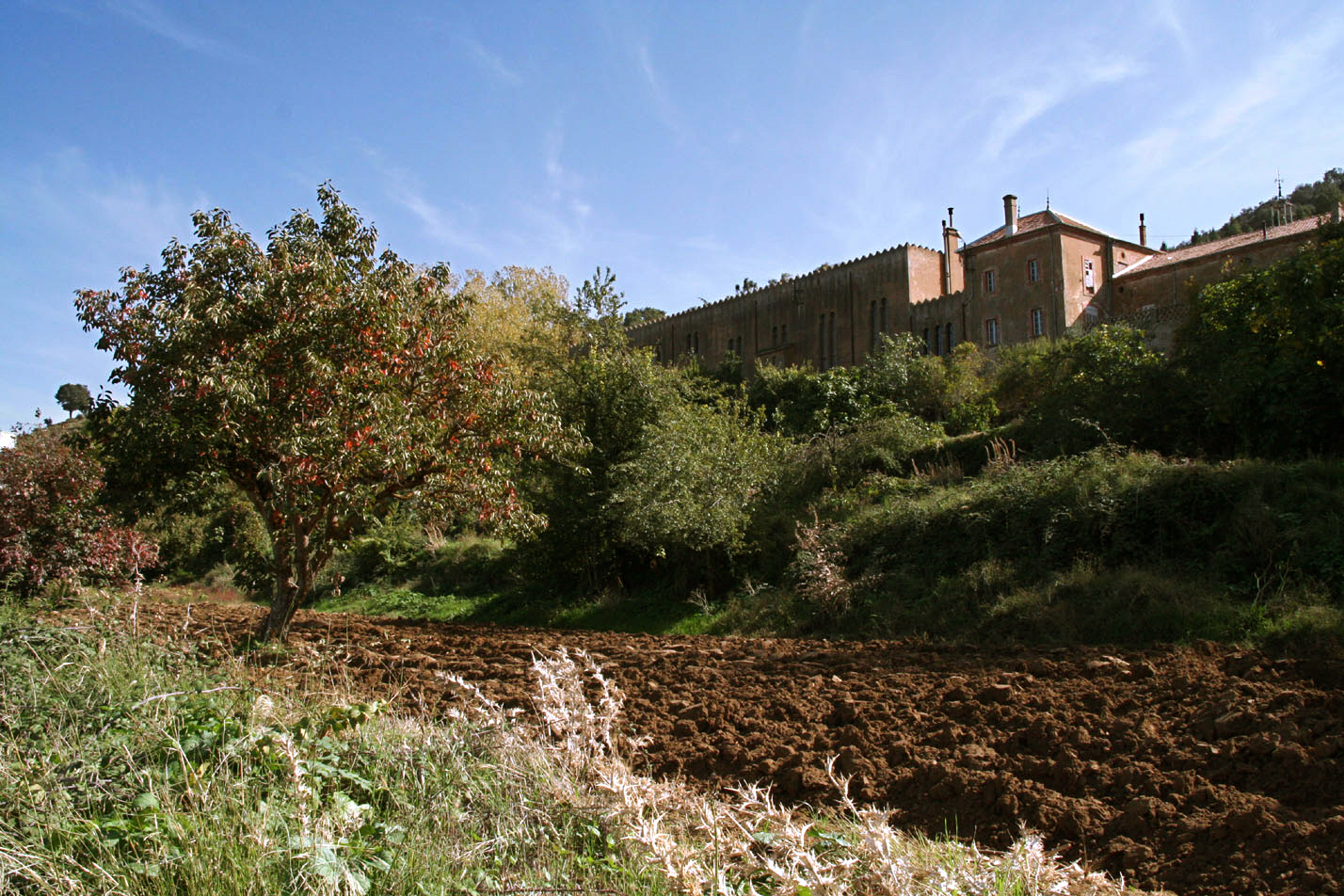
ティビリヌ修道院

1938年、トラピスト会は、アルジェの南約90kmの山岳地帯の中にある、メデア近郊に修道院を建てた。正式名称はノートルダム・ド・アトラス修道院である。修道院は農地に囲まれていた。修道士たちは祈り、農作業をして日々を送っていた。農地と修道院を取り巻く土地は1976年に国有化されたが、修道士たちは耕作して生活を維持していた。
作家ジャン＝マリー・ルアールは、アカデミー・フランセーズでの学術講演において、修道院の光景を以下のように説明している。

## 誘拐と殺害

### 危険の兆候
1993年12月14日、12人のクロアチア人労働者たちが修道院からわずか数マイルのところで殺害された。犯人はクロアチア人労働者をイスラム教徒とキリスト教徒とに分け、キリスト教徒を殺害した。しかし、3人のクロアチア人が、イスラム教徒であるボスニア人の連帯によって生き残った。1994年1月22日、修道士たちはこの事件について虐殺の回避を求める書簡をラ・クロワ紙に送った。書簡が新聞に掲載されたのは同年2月24日であった。
1993年12月24日、GIAに属する一団が修道院へ押し入った。首領のサヤード・アッティヤ（Sayad Attiya）は、修道院に革命税の支払いを要求し、修道院コミュニティーで医師を務めるリュック修道士を連れて行くと脅迫した。修道院長クリスティアン・ド・シェルジェは武装集団に対し、リュック修道士は修道院にやってくる全ての患者にとって必要な存在であると思い起こさせたうえで、要求を拒否した。アッティヤはその日、彼らを傷つけることなく立ち去った。

### 誘拐
1996年12月26日から27日にかけての夜間、約20人の武装集団が修道院の入口に現れた。彼らは武力で内部に侵入し、回廊へ向かって行き7人の修道士たちを連れ去った。修道院コミュニティーに属する2人の修道士、ジャン＝ピエール修道士とアメデ修道士は、修道院の自室ではなく他の場所で就寝していたため襲撃から逃れた。現在も、修道士たちを連れ去った人物たちの特定ができていない。

### 交渉
数日間、修道士誘拐について公式報道はなかった。4月18日と27日、GIAは第43回の公式声明において修道士たちが生きていることを発表した。彼らは捕虜交換を要求し、『もしお前たちが捕虜を解放するなら、我々も（捕虜を）解放しよう。』と締めくくった。
4月30日、アブドゥッラーという名の、誘拐犯の代理人が在アルジェ・フランス大使館に姿を見せた。彼はGIAのリーダー、ジャメル・ジトゥーニからの伝言を持参していた。彼の持参したカセット・テープには7人の修道士たちの声が録音されていた。修道士たちの声が録音されたのは4月20日であった。クリスティアン・ド・シェルジェはこのように読み上げた『木曜日から金曜日の夜、ムジャヒディンたちが私たちにJamaa Islamiyya Moussalahaの公報を読ませた。その中で、彼らはフランス政府に対して、GIA側の捕虜解放と交換に、政府側の捕虜を解放することを要求していた。捕虜交換は絶対的な条件である。』
一度現れただけで、この密使は二度と当局と接触しなかった。
フランス本国では、対外治安総局（DGSE）と国土監視局（DST）が捜査を指揮していた。この2つの機関は競争状態にあり、交渉に損害を与えていたようである · 。一方、ヴァール県元知事、ジャン・シャルル・マルシアーニも、捕虜の解放を働きかけていた。しかし当時のフランス首相アラン・ジュペによってマルシアーニによる解放交渉は拒否されてしまった。

### 殺害

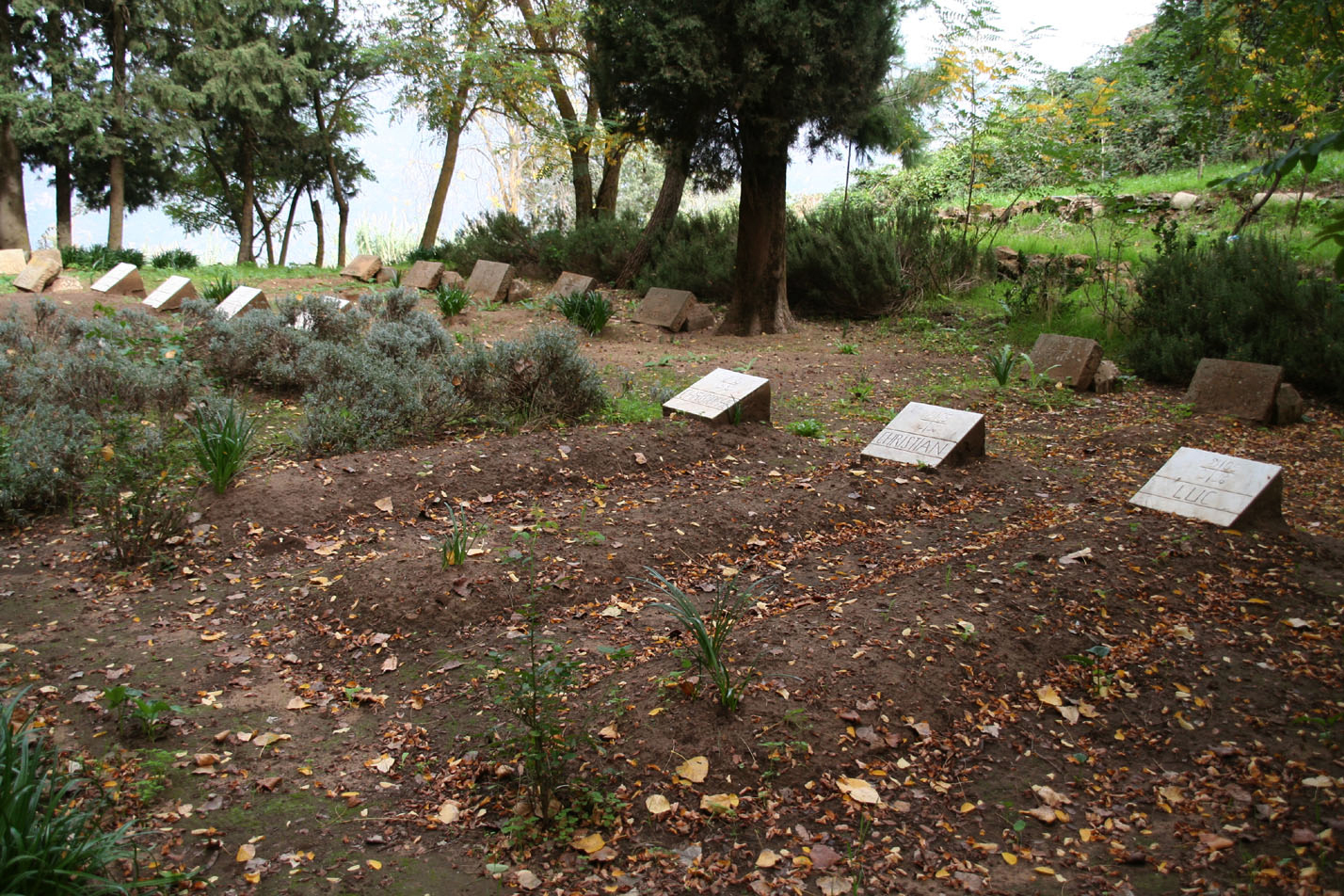
ティビリヌ修道院の墓地

5月21日、GIAは第44回の公式声明を発表した。『我々は約束どおり、7人の修道士たちの喉をかき切った。』
修道士殺害の発表は、フランス国内に非常に大きな動揺を引き起こした。1996年5月28日、殺害された修道士たちを追悼するため、パリ・トロカデロ広場の人権広場に1万人の人々が集まった。
5月30日、アルジェリア政府はメデア近郊で修道士たちの遺体の一部が見つかったと発表した。殺害された修道士たちが所属する修道会、厳律シトー会の検事長アルマン・ヴェイユーはアルジェリアへ派遣され、彼らの遺体の確認に立ち会おうとした。最初、彼は在アルジェリア・フランス大使館から立会を拒否された。その時初めて、見つかった遺体の一部とは、修道士たちの切断された頭部だけだと知らされたのである。その後、公式に検死を行うことについてアルジェリア当局が言及することはなかった。しかしながら、軍病院の遺体安置所で行われた修道士たちの身元確認は5月31日に終了した。身元確認には、駐アルジェリア・フランス大使ミシェル・レヴェック、その他に同行した憲兵隊の内科医、カトリックのアルジェ大司教アンリ・テシエ、厳律シトー会検事長アルマン・ヴェイユー、そして襲撃から逃れ生き残った2人の修道士のうちの1人、アメデ修道士が立ち会った。
1996年6月2日、アルジェのノートルダム・ダフリク大聖堂で、7人の葬儀が行われた。2日後に彼らはティビリヌ修道院の墓地に埋葬された。フランス政府は犠牲者遺族のアルジェリア渡航を断念させようとした。クリストフ・ルブルトンの実姉とその夫の2人だけが入国ビザを取得した。軍が展開してティビリヌ周辺やその沿道で監視を行った。
1994年の春から1996年夏にかけて、アルジェリアで殺害されたカトリックの修道士、聖職者たちは19人にのぼった。その中にはティビリヌの修道士たち、ティジ・ウズーのペール・ブラン（fr）の宣教師たち4人、1996年8月1日に殺害されたオラン司教ピエール・クラヴリーが含まれている。

## 修道士たち
事件当時にティビリヌ修道院におり、犠牲となったのは以下の人々である（カッコ内の年齢は死亡時のもの）。
- クリスティアン・ド・シェルジェ（59歳） - 1984年よりティビリヌ修道院長。1964年に司祭に叙階された。1969年に修道士となり、1971年よりアルジェリア在住。
- リュック・ドシエ（82歳） - 1941年に修道士となる以前、リヨンの病院でインターン医師として働いた。第二次世界大戦中、従軍医師となり、ドイツ軍の捕虜となり収容所へ送られた。アメリカ軍によって1945年に解放され、1946年8月よりアルジェリア在住。彼はアルジェリア国籍を取得していた。50年以上ティビリヌで暮らしており、隣人であるイスラム教徒も差別することなく、無料で医療を行っていた。タギアと呼ばれる帽子をかぶり、室内履きを履いたドシエは、近隣のアルジェリア人たちからイスラム教のマラブーに似た聖なる人物であるとみなされていた。アルジェリア戦争時代の1959年、国民解放軍（フランス語版）に誘拐されたことがあるが、彼が修道院近隣の住民たちに慕われる医師であったため解放された。コミュニティー内ではミシェル修道士とともに調理も担当していた。
- クリストフ・ルブルトン（45歳） - 1974年に修道士となる。1987年よりアルジェリア在住。1990年に司祭に叙階された。コミュニティー内では農作業を担当。
- ミシェル・フルーリー（52歳） - マルセイユで10年間、港湾労働者などをして働いていた。1981年に修道士となり、1985年よりアルジェリア在住。プラド司祭会（l'Institut du Prado）の一員。コミュニティー内の調理担当
- ブリュノ・ルマルシャン（66歳) - 1981年に修道士となり、1989年よりアルジェリアに在住。1990年、モロッコにつくられたノートルダム・ド・ラトラス修道院別院に異動。1996年3月18日、同年3月31日の修道院長選挙のため、ティビリヌにやってきていた。
- セレスタン・ランジュアール（62歳） - 1983年より修道士。1987年よりアルジェリア在住。徴兵されアルジェリアに従軍した経験を持つ。看護師として、フランス軍除隊後には負傷したアルジェリア人レジスタンスの手当てもした。1993年のクリスマスにGIAの襲撃を受けた後、体調を崩し、心臓の手術を受けていた。
- ポール・ファヴル＝ミヴィル（57歳） - 1984年に修道士となる。修道士になる以前、徴兵され1959年から1961年にかけアルジェリアに派遣され、空挺兵部隊に所属していた。消防士の経験もある。1989年よりアルジェリア在住。配管工でもあり、修道院付属の菜園の灌漑システムを担当していた[16]。

事件後、生き残ったトラピスト会の修道士たちはティビリヌから退避し、モロッコのミデルト近郊のノートルダム・ド・ラトラス修道院（prieuré Notre-Dame de l'Atlas）へ移った。
- アメデ（本名はジャン・ノート、1920年-2008年） - 1946年にティビリヌ修道院へやってきた。1952年に司祭に叙階された。近隣の農村の子供たちに読み書きを教えており、彼らからシェイフ・アメデ（cheikh Amédée、アメデ長老）と呼ばれていた。1996年の事件後アルジェに移り、時折ミデルトへやってきた。病気の治療を受けていたフランス本国で死去[17]。
- ジャン＝ピエール・シュマシェール（1924年-） - ロレーヌの労働者階級の生まれ。18歳でドイツ国防軍に入り、ロシア戦線へ送られるところを、徴兵検査の際に肺結核であると虚偽の診断がなされ、徴兵を逃れた。1953年に司祭に叙階された。1964年にティビリヌへやってきた。1997年、クリスティアン・ド・シェルジェの後任としてノートルダム・ド・ラトラスの修道院長となった[18][19]。

## 殺害の状況
修道士たちの殺害の状況は謎に包まれており、いくつかの説が挙げられている。

### アルジェリア政府の公式見解
政府の公式見解では、GIAと主要人物の1人ジャメル・ジトゥーミが関与したとしている。修道士たちを誘拐し殺害することで、グループの権威をティビリヌに課すことができると目論んでいたからだ。この説は、修道士たちの首から下の遺体がいまだ発見されておらず、全く検死報告書が作成されなかったことが妨げとなっている。加えて、2度のGIAの公式声明には疑問が残る 。GIAが修道士たちの殺害実行を表明した際、『喉をかき切る』という表現を使っている。これはGIAがよく使う手段であった。事実、修道士たちは頭部を切断されている。頭部の切断がなければ、修道士たちは頭部を切断されて殺害されたのか、殺害された後に頭部を切断されたのか、死因を私たちは判断することができたのである。

### アルジェリアのシークレット・サービス関与説
アルジェリアの反体制派の一部は、政府のシークレット・サービスが修道士たちの殺害を画策したと非難している。シークレット・サービスはGIAに潜入しており、ジトゥーミへの協力者もいた。ジトゥーミの協力者が犯人だとしたら、彼はGIAに対する世論を落とすために、修道士たちの誘拐と殺害を行っただろう。1996年に起きたオラン司教ピエール・クラヴェリー殺害事件は、シークレット・サービスが関与したとみなされている。
軍によって事件が操作されていたという説は、修道士たちが身柄を拘束されている間、アルジェのアブデラザク・エル・パラという確認された人物がいて、さらにこの説の信憑性が増していた。彼はアルジェリア軍の元軍人で、1990年代初めに軍務を放棄して秘密のイスラム集団に身を投じていた。彼は、実際はアルジェリア軍の安全保障部門のエージェントであったと考えられている。
2009年にフランス政府によって機密扱いが解除された文書の中で、1996年当時のフランス外務大臣エルヴェ・ド・シャレットの補佐官だったフィリップ・エティエンヌは、事件がアルジェリア当局によって指図された誘拐の可能性があるとみなしていた。この可能性は、当時のフランス軍少将で、DSTのナンバー2であったフィリップ・ロンドの記録からも透けて見える。2010年9月27日のインタビューにおいて、ロンドはGIAに全面的な責任があるとする説を援護した。

### アルジェリア軍関与説
2008年、イタリアの日刊紙ラ・スタンパは、修道士殺害事件時にアルジェリアに駐在していた匿名の西側の政府高官の話として、誘拐事件はGIA内に入り込んだアルジェリア政府の情報保安部（DRS）が仕組んだものと報じた。この情報には、2006年にジョン・カイザーが出版したPassion pour l'Algérieの内容が含まれている。修道士たちは、彼らが身柄を拘束されていたテロリストのキャンプを、アルジェリア軍ヘリコプターが襲撃した際に、偶発的に殺害されてしまったというのである。2006年3月、ジョン・カイザーは、『アルジェでインタビューをした情報筋によると、駐アルジェリア・フランス大使館の武官は、諜報部門がアルジェリア軍ヘリコプターのパイロットの会話、そして「畜生！修道士たちを殺してしまった！」との発言を傍受していたのを認めていた。』と述べている。
2009年7月上旬、トゥールーズ生まれの退役したフランス軍人で、1996年の事件当時アルジェリアの大使館駐在陸軍武官であったフランソワ・ビュシュヴァルテールが行った、フランス司法への証言が明らかになった。ビュシュヴァルテールはこの話を1996年に、サン・シールに在籍したことのあるアルジェリア人から聞いたとし、この男の兄弟がブリダ駐屯のヘリコプター部隊の隊長であったと証言した。パイロットが彼の兄弟だと打ち明けられ、修道士たちはアルジェリア軍の軍事作戦中に誤って殺害されたとビュシュヴァルテールは知らされた。アルジェリア軍の関与を証言した兵士は、ブリダとメデア間のアトラス山脈を飛んでいた、2機のヘリコプターのうち1機を操縦していた人物だった。アルジェリア軍はGIAのテロリストがいるキャンプを攻撃したものと思っていた。しかし、作戦後に地上をパトロールすると、軍は修道士たちの既に息絶えた姿を発見したのである。フランス司法への証言で、ビュシュヴァルテールはまた、GIAが発表した第44回公式声明最初の版、コーランから引用された一節に、不審な誤りがあることを発見したと述べた。
ビュシュヴァルテールによれば、この失態にアルジェリア軍は恥じ入り、テロリストによって殺害されたと皆が信じるよう、修道士たちの遺体から首を切断するよう余儀なくされたのだという。フランス政府は、このことを公にしなかった。この証言の後、ティビリヌの修道士たちに関する記録の一部が軍事機密に引き上げられた。1996年6月7日以前のフランス外務省、フランス内務省、フランス国防省の公文書は、調査を担当する判事に与えられた。これらの公文書によれば、アルジェリア軍による空爆は1996年5月最後の週に行われたことになっている。
しかし、ビュシュヴァルテールの説には弱点もあった。彼の説には証人となる人物が1人しかいなかった。加えて、ビュシュヴァルテールの件を担当するマルク・トレヴィディック判事はヘリコプターを操縦していた兵士を見つけることができなかった。ビュシュヴァルテールの証言の根拠となる話を聞かせた人物の兄弟は、既に亡くなっていたのである。最終的に、軍のヘリコプターの介在によって7人の修道士たちの死が引き起こされたという状況には、技術的な不確実さが残ることになった。
ビュシュヴァルテールの声明から1日後、事件当時収監中で後に恩赦によって釈放されている元武装イスラム集団リーダー、アブデルハク・ラヤダ（Abdelhak Layada）は、フランス対外情報防諜局との交渉決裂後にGIAが修道士たちの首を切断して殺害したと反論した。

### 複合的な責任説
別の仮説ではさらに、イスラム教テロリストのジャメル・ジトゥーニの共犯としてアルジェリア軍が介在したことを考慮している。修道士たちはテロリストを差別せず医療行為を施していたので、人質対象から修道士たちは除外されていた。しかし、GIA内の別のグループが同時期に人質を拘束していたのである · 。GIAを監視するため潜入していたアルジェリアの元諜報員アブデルカーデル・ティガは、2002年12月23日にリベラシオン紙のジャーナリストに対して、『GIAの国際的世論を貶めようとし、特にフランス、パリの中央政府がテロとの戦いでアルジェリアを支持し続けるよう、アルジェリア軍はジャメル・ジトゥーニを操作していた。』と述べた。事前に決められていた計画では、修道士たちをそこから脱出させなければならなかったが、過激派内の別の集団がとうとう彼らを処刑してしまったのである、という.。

## 調査の継続
修道士たちの死亡した状況を明らかにし、賠償を求めるため、犠牲となったクリストフ・ルブルトンの遺族と、事件当時厳律シトー会の検事長であったアルマン・ヴェイユーの代理を務める原告弁護士が、2003年12月9日にパリで刑事訴訟を起こした。2004年2月、パリ検察庁は『テロ計画と関連する誘拐、監禁と殺人』の疑いで捜査を開始した。
2006年3月、原告弁護士パトリック・ボードゥアンは、判事ジャン＝ルイ・ブリュギエールがフランスで行う調査が『遅すぎる』うえ『異常に不透明である』と非難した。
2007年から、マルク・トレヴィディックが判事を務めている。
2009年末、国防秘密諮問委員会が、国内情報中央局（DCRI）が保有する機密文書を機密解除することを承認した · 。

## 没後の賛辞

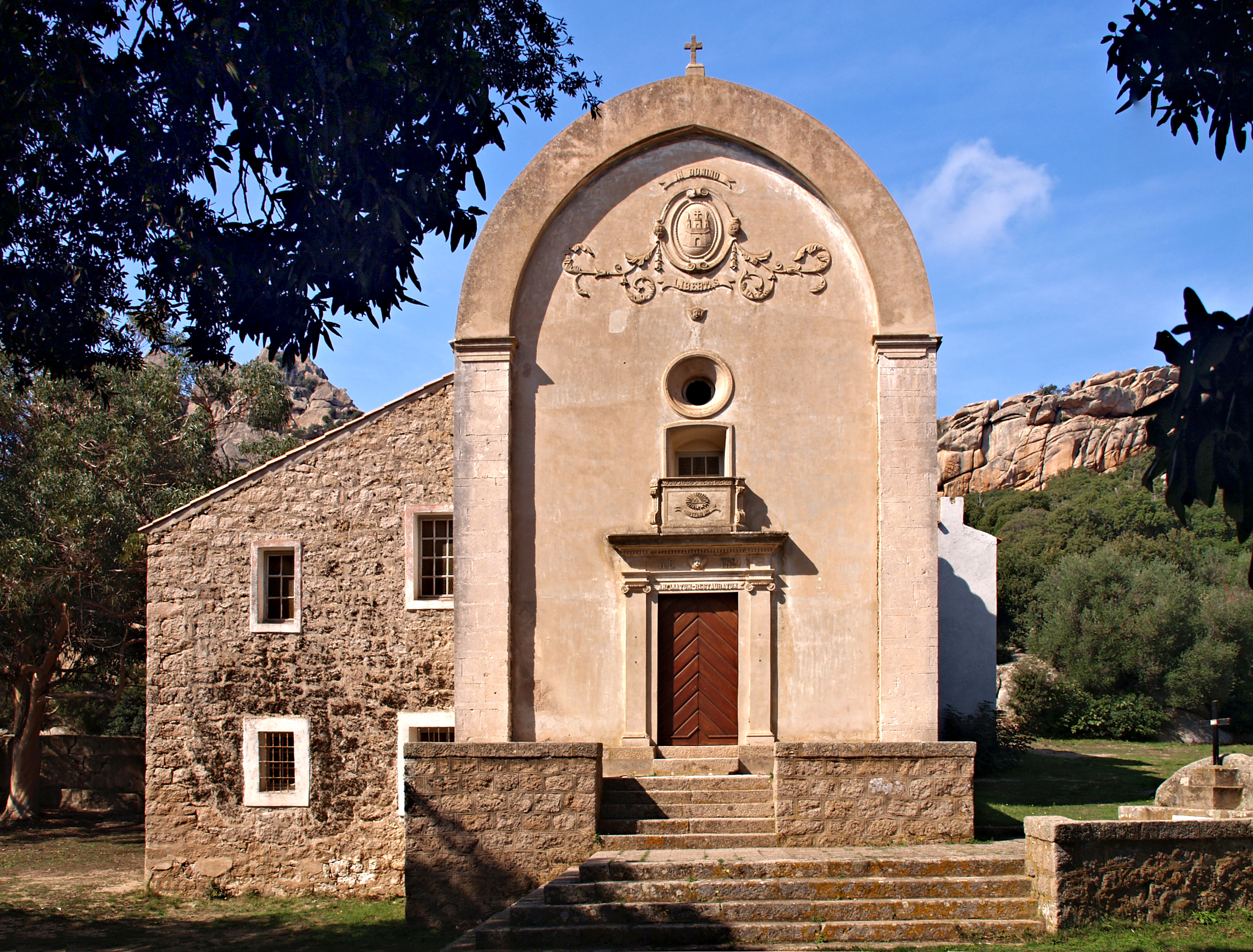
ボニファシオのノートルダム・ド・ティビリヌ礼拝堂

コルス島のカトリック教会は、慈悲深い7人の修道士たちの使命を記憶にとどめることにした。2006年7月17日、当時のアジャクシオ司教ジャン＝リュック・ブリュナンは、ボニファシオにあるトリニテ教会の右隣にノートルダム・ド・ティビリヌ礼拝堂を創設した。